# Ojarumaru
Ojarumaru (おじゃる丸?) es un manga japonés creado por Rin Inumaru en 1992. Fue adaptado al  anime por la cadena NHK en 1998. El personaje principal fue doblado originalmente por Hiroko Konishi, pero ahora es doblado por Chinami Nishimura. La canción principal está compuesta por Saburo Kitajima. La historia se centra en las aventuras de un príncipe de 5 años, Heian-era, con una debilidad por los pasteles. Le acompañan su mascota, una luciérnaga, y un trío de jóvenes onis.
Esta serie es conocida también como Príncipe Mackaroo, como se muestra en la guía de televisión de Japón.
Recibió un premio por su animación en 1999 en el Japan Media Arts Festival.
El 10 de septiembre de 2006, su creadora, Rin Inumaru, se suicidó saltando desde el piso 14 de su apartamento. En la nota que dejó a su madre, indicaba que se sentía estresada por su trabajo. 

## Personajes
- Ojarumaru Sakanoue (坂ノ上 おじゃる丸 Sakanoue Ojarumaru) / Mack
- Fly
- Kazuma Tamura (田村 カズマ Tamura Kazuma) / Cosmo
- Kelly
- Blue
- Magenta
- Goldie
- Hoshino
- Re Mostro
- Comelia
- Tommy
- Padre de Cosmo
- Madre de Cosmo

## Versiones internacionales
- En España se conoce como El príncipe Mackaroo.
- En Italia fue traducida como Mack, ma che principe sei?.
- En EE. UU., Enoki Films, que tiene la licencia de la serie, aún no la ha dado un título en inglés y no hay planes para su doblaje. Por ahora, se conoce como Prince Mackaroo.
- En Taiwán se la ha denominado Fǎn dòu xiǎo wángzǐ (反斗小王子 ).
- En la India conserva su título en japonés.

## Videojuegos

### Gameboy Color
- Ojarumaru: Tsukiyo ga Ike no Takaramono
- Ojarumaru: Mitsunegai Jinja no Ennichi de Ojaru!

### Gameboy Advance
- Ojarumaru: Gekkou Machi Sanpo de Ojaru

### Sega Pico
- Ojarumaru

### Nintendo DS
- Ojarumaru DS: Ojaru to Okeiko Aiueo